# NGC 5475
NGC 5475 је спирална галаксија у сазвежђу Велики медвед која се налази на NGC листи објеката дубоког неба.
Деклинација објекта је + 55° 44' 32" а ректасцензија 14h 5m 12,2s. Привидна величина (магнитуда) објекта NGC 5475 износи 12,6 а фотографска магнитуда 13,5. NGC 5475 је још познат и под ознакама UGC 9016, MCG 9-23-33, CGCG 272-24, PGC 50231.